# 巴布亞島
巴布亞島（英語：Papua Island），是南极洲的一个島嶼，位於格雷厄姆地（英語：Graham Land），處於博雷爾角以西7公里的茹安維爾島北岸，屬於茹安維爾群島的一部分，現時由南極條約體系管理。